# Anusapati
Anusapati, Anushanatha, o Anushapati, (fl. XIII secolo) è stato il secondo sovrano del Regno di Singhasari. Secondo il testo antico Pararaton, o Libro dei Re, una cronaca dei sovrani dell'isola di Giava, scritto in lingua Kawi, egli era figlio di Tunggul Ametung, governante del territorio che avrebbe dato vita al regno di Singhasari, e all'epoca vassallo del Regno Kediri e di sua madre, la futura regina di Singhasari Ken Dedes.
Secondo le cronache leggendarie del Pararaton, il fondatore della dinastia Singhasari, Ken Arok, decise di assassinare Tunggul Ametung, e a tale scopo si fece forgiare dal più abile dei fabbri, Mpu Gandring, un kriss magico che aveva la capacità di uccidere la propria vittima al primo fendente. Secondo la leggenda, Ken Arok, impaziente di fare uso del pugnale, uccise il suo stesso costruttore, che tuttavia prima di morire maledisse l'arma predestinandola ad uccidere lo stesso Ken Arok ed i suoi discendenti.
Subito dopo Ken Arok assassinò Tunggul Ametung e ne sposò la consorte, Ken Dedes, che aveva in grembo suo figlio, Anusapati. Dalla sua prima moglie, Ken Arok ebbe altri tre figli ed una figlia, ed altri tre figli ed una figlia dalla sua seconda moglie, Ken Umang.
Anusapati, cresciuto come principe, insieme ai suoi fratellastri, venne a conoscenza della sua vera paternità e del segreto del suo patrigno dalla madre, Ken Dedes. Nonostante la sua saggezza come sovrano, il regno di Ken Arok durò solo sette anni quando, reclamando vendetta per l'assassinio del suo vero padre, Anusapati assassinò il suo patrigno Ken Arok con lo stesso kreiss con il quale quest'ultimo aveva ucciso Tunggul Ametung.
	
Anusapati divenne il secondo sovrano del regno di Singhasari nel 1227, ma, seguendo la maledizione del pugnale, venne assassinato con quest'arma dal suo fratellastro e favorito di Ken Arok, il principe Panji Tohjaya nel 1247.
Nel tempio induista di Kidal, costruito durante la dinastia del regno di Singhasari, nella regione di Giava Orientale, si troverebbe un'effigie di Siva ricavata da una statua di re Anusapati